# Końskie (województwo podkarpackie)
Końskie – wieś w Polsce położona w województwie podkarpackim, w powiecie brzozowskim, w gminie Dydnia.
Wieś prawa wołoskiego, położona była na początku XVI wieku w ziemi sanockiej województwa ruskiego. W latach 1975–1998 miejscowość administracyjnie należała do województwa krośnieńskiego.

## Części wsi
| SIMC    | Nazwa     | Rodzaj    |
| ------- | --------- | --------- |
| 0350823 | Babińskie | część wsi |
| 0350823 | Magierów  | część wsi |

## Zabytki
- Dwór, klasycystyczny, wzniesiony z cegły i kamienia na przełomie XVIII i XIX w, wraz z oficyną, zabudową gospodarczą i parkiem z XVIII w.
- Cerkiew Przemienienia Pańskiego, wybudowana w roku 1927. W świątyni działa Parafia Przemienienia Pańskiego
- Dawna kaplica mszalna z roku 1939 pw. św. Andrzeja Boboli

## Związani ze wsią
W połowie XIX wieku właścicielami posiadłości tabularnej w Końskiem byli Salomea Reitzenstein i Robert Pischel.
W Końskiem urodzili się synowie ekonoma i prywatnego oficjalisty, Karola Jusa: Ludwik Jus (ur. 1884), Mieczysław Jus (1893-1945), Bolesław Jus (1900-1944) – wszyscy trzej zostali oficerami Wojska Polskiego.

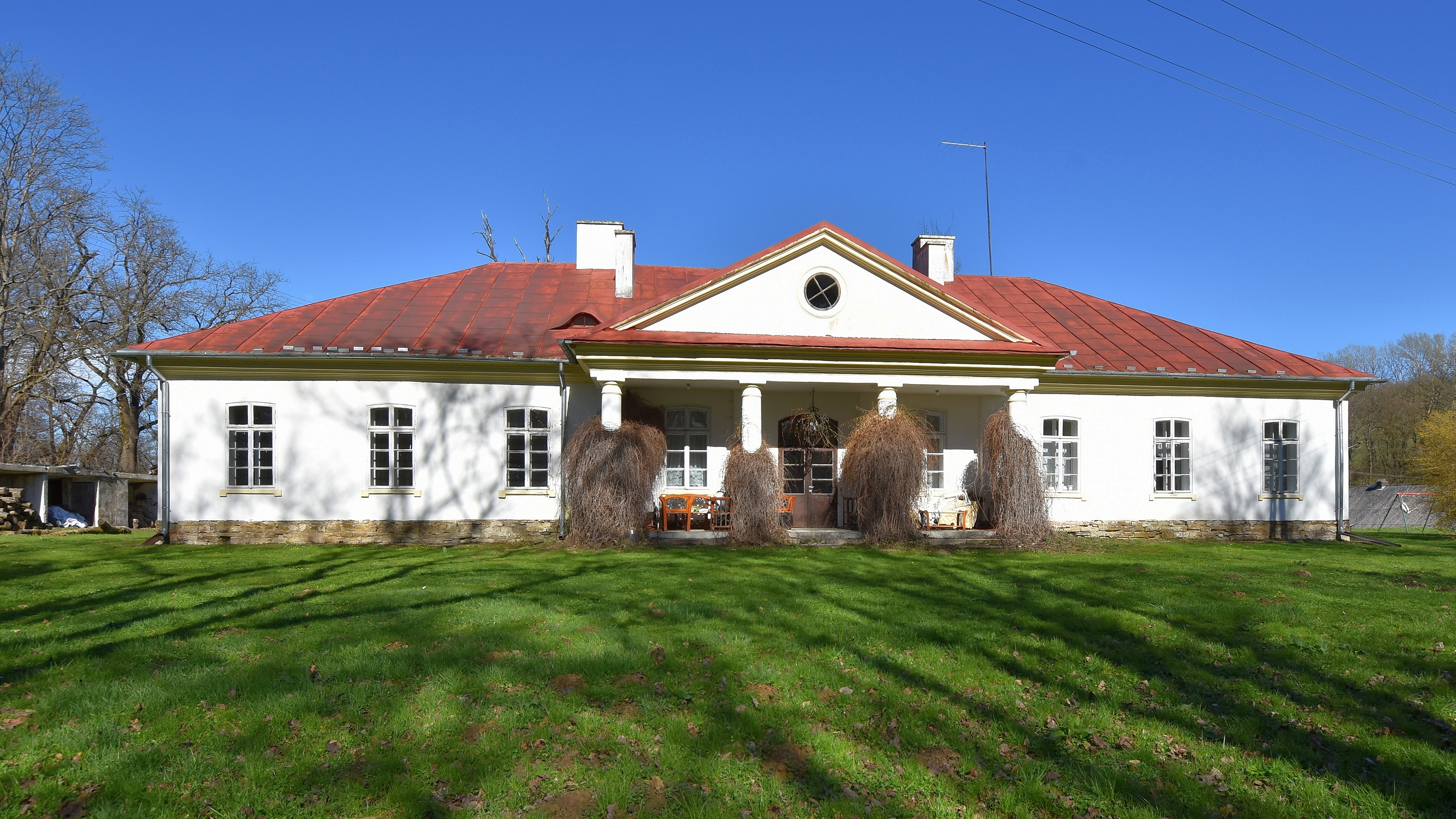
Dwór w Końskiem
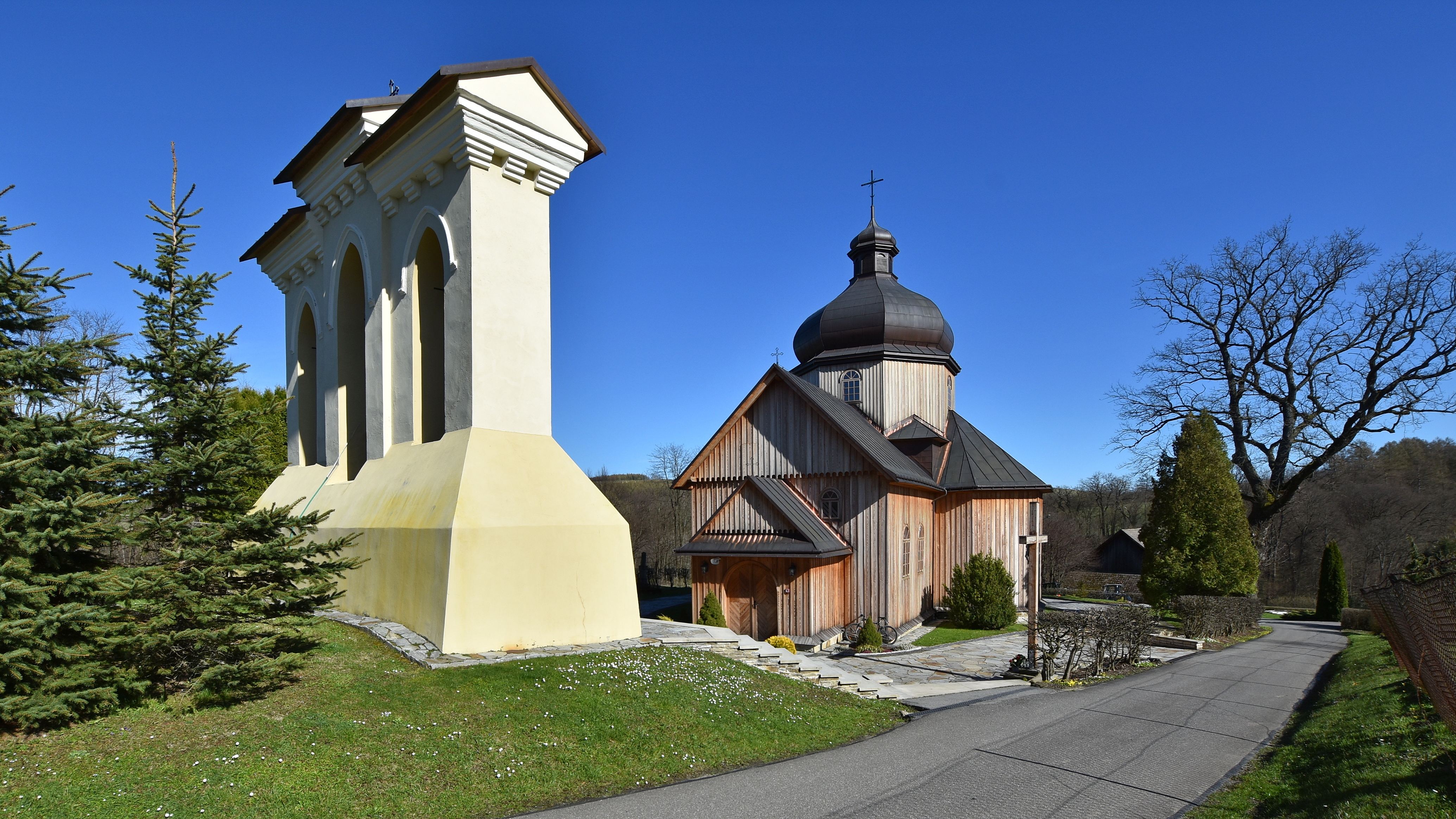
Cerkiew Przemienienia Pańskiego
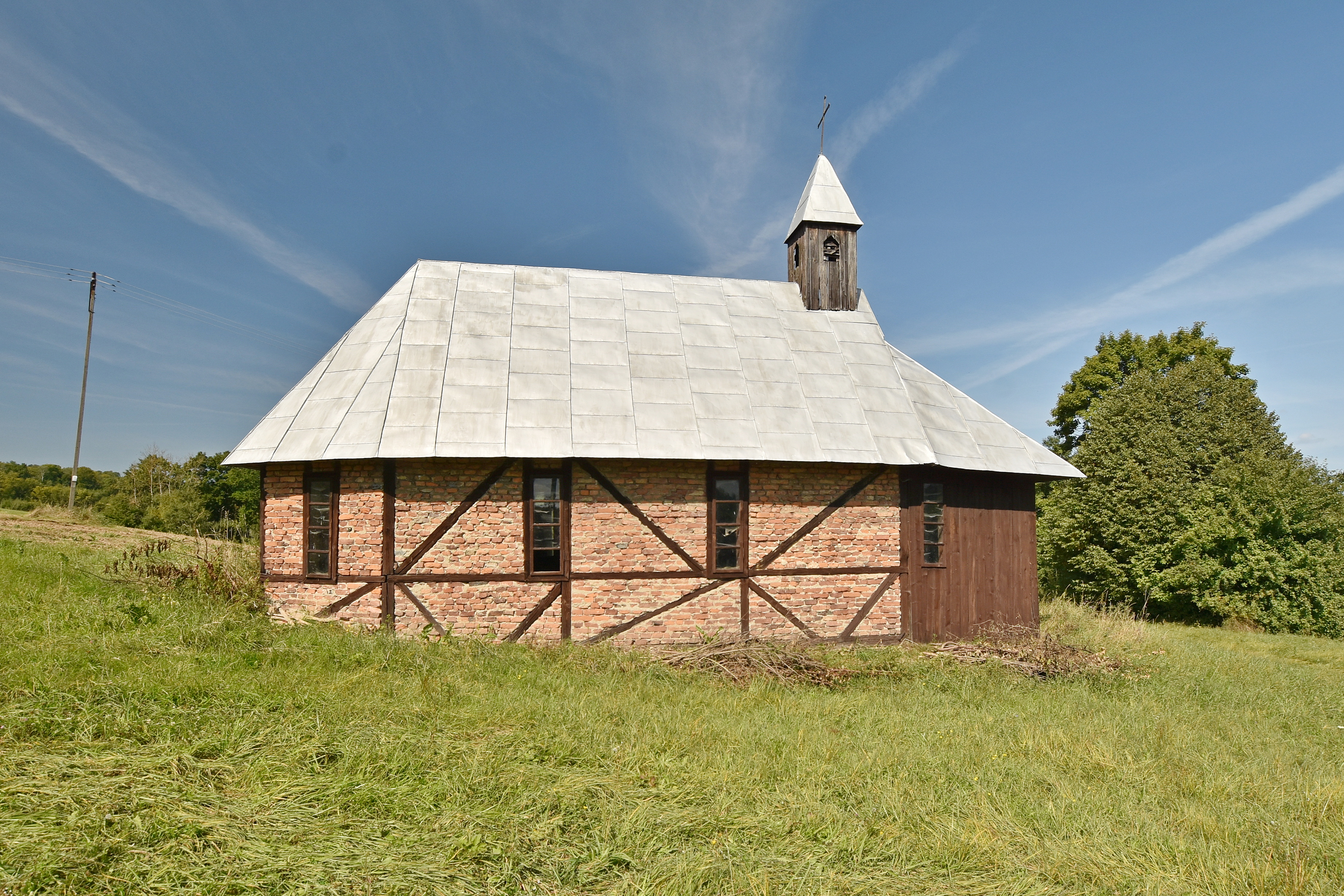
Kościół św. Andrzeja Boboli